# Resende Costa
Resende Costa là một đô thị thuộc bang Minas Gerais, Brasil. Đô thị này có diện tích 631,561 km², dân số năm 2007 là 10537 người, mật độ 17,1 người/km².